# Quilter Cup
Quilter Cup (dawniej Old Mutual Wealth Cup) jest to trofeum w  rugby union przyznawane zwycięzcy corocznego meczu pomiędzy Anglią a jednym z tzw. z "Home Nations" (w skład którego oprócz Anglii wczodzą Irlandia, Szkocja i Walia) bądź drużyną Barbarians, mecz zazwyczaj jest rozgrywany pod koniec maja.
Po raz pierwszy poinformowano o stworzeniu trofeum drugiego grudnia 2015 roku kiedy to RFU ogłosiło czteroletni kontrakt sponsorski z firmą Old Mutual Wealth.
Pierwszy Old Mutual Wealth Cup zdobyła reprezentacja Anglii, pokonując reprezentację Walii 27-13 na stadionie Twickenham Stadium 29 maja 2016.
Od roku 2018 trofeum zmieniło nazwę na Quilter Cup ze względu na zmianę nazwy głównego sponsora.

## Wyniki
| Lp. | Data         | Stadion                    | Wynik   | Przeciwnik | Zwycięzca  | Protokół |
| --- | ------------ | -------------------------- | ------- | ---------- | ---------- | -------- |
| 1   | 29 maja 2016 | Twickenham Stadium, Londyn | 27 – 13 | Walia      | Anglia     |          |
| 2   | 28 maja 2017 | Twickenham Stadium, Londyn | 28 – 14 | Barbarians | Anglia     |          |
| 3   | 27 maja 2018 | Twickenham Stadium, Londyn | 45 – 63 | Barbarians | Barbarians |          |